# Aspalathus barbata
Aspalathus barbata är en ärtväxtart som först beskrevs av Jean-Baptiste de Lamarck, och fick sitt nu gällande namn av Rolf Martin Theodor Dahlgren. Aspalathus barbata ingår i släktet Aspalathus och familjen ärtväxter. Inga underarter finns listade i Catalogue of Life.